# Porga di Croazia
Porga, o Porino (fl. VIII secolo), è stato un principe (knez) croato citato dall'imperatore Costantino Porfirogenito nell'opera De administrando Imperio.
Egli sarebbe il sovrano che per primo si convertì al cristianesimo e che diffuse la nuova religione nel popolo croato.
Costantino scrive che dal momento che i croati sono liberi e indipendenti, hanno chiesto il santo battesimo del Vescovo di Roma, sotto il re Porino. Ricorda poi che il territorio croato era diviso in undici territori, detti Xupanie: Hlebiana (ή Χλεβίανα, oggi Livno in Erzegovina), Tzenzena (ή Τζένζηνα), Emota (τα "Ημοτα), Pleba (ή Πλέβα, anche Plieva, in Bosnia), Pesenta (ή Πεσέντα, alta valle del fiume Una), Parathalassia (ή Παραθαλασσία, cioè Lungomare, nella zona di Segna), Brebere (ή Βρεβέρη, o in latino Varvaria, attorno a Scardona), Nona (ή Νόνα), Tnena/Tenin (ή Τνήνα), Sidraga  (ή Σίδραγα, tra Zaravecchia e Scardona), Nina (ή Νίνα), e fra i loro capi (ban) c'erano Kribasan, Litzan e Goutzeska. Poi dice che sotto l'autorità di Porga erano i territori compresi fra i fiumi Zermagna e Cetina e nell'entroterra le zone della Corbavia e della Licca e della regione storica della Gacka.
Il duca è anche chiamato Porga.